# パティ・フェンディック
パティ・フェンディック（Patty Fendick, 1965年3月31日 - ）は、アメリカ・カリフォルニア州サクラメント出身の元女子プロテニス選手。キャリアを通じてダブルスに優れ、1991年の全豪オープン女子ダブルスでメアリー・ジョー・フェルナンデスとペアを組んで優勝した。シングルスでは1988年のジャパン・オープンで優勝したことがある。WTAツアーでシングルス3勝、ダブルスで1991年全豪オープンを含む25勝を挙げた。
フェンディックは1982年から選手経歴を始め、1983年の全仏オープンで4大大会にデビューしたが、スタンフォード大学で心理学の学位を取得した後、1987年からプロテニス選手になった。1988年に女子ツアーでシングルス2勝、ダブルス6勝を挙げる。シングルス初優勝は1月末のニュージーランド・オークランド大会で、4月の「ジャパン・オープン」ではステファニー・レイヒ（アメリカ）を破って優勝した。最初期のフェンディックは、ダブルスでジル・ヘザリントン（カナダ）とペアを組むことが多かった。フェンディックとヘザリントンの組は、1988年全米オープンと1989年全豪オープンで女子ダブルス準優勝がある。全豪オープン終了後、オークランド大会でシングルス2連覇を達成したが、これを最後にフェンディックは女子ツアーでシングルス優勝がなくなった。
1990年の全豪オープンで、フェンディックは女子シングルスで自己最高のベスト8に入り、女子ダブルス2年連続準優勝を記録した。シングルス準々決勝ではシュテフィ・グラフに 3-6, 5-7 で敗れ、メアリー・ジョー・フェルナンデスと組んで進出した女子ダブルス決勝でも、ヘレナ・スコバ＆ヤナ・ノボトナ組に 6-7, 6-7 で敗れた。1991年全豪オープン女子ダブルス決勝で、フェンディックとM・J・フェルナンデスはジジ・フェルナンデスとノボトナの組を 7-6, 6-1 で破った。こうしてフェンディックは、3年連続進出の全豪オープン女子ダブルスでついに初優勝を達成した。
フェンディックはキャリアを通じていろいろなダブルス・パートナーとペアを組んできたが、最も好成績の多かったパートナーはメレディス・マグラスであった。マグラスとは1990年に初めて組んだが、フェンディックのキャリアの後期には彼女と組んだ優勝が最も多く、1994年に年間5勝を記録している。1994年全豪オープンでは、フェンディックはマグラスと組んで3年ぶり4度目の女子ダブルス決勝に進んだが、ジジ・フェルナンデス＆ナターシャ・ズベレワ組に 3-6, 6-4, 4-6 で敗れ、2度目の全豪女子ダブルス優勝を逃している。マグラスとのダブルスで好成績が多かった1994年、10月第2週のチューリッヒ・オープンで、フェンディックはマルチナ・ヒンギスのプロ・デビュー戦の相手になった。当時14歳になったばかりのヒンギスは、地元の大会でデビュー戦に勝利を収め、ここから急成長を始める。
1995年8月のカナダ・オープンで2回戦敗退に終わった後、フェンディックは両膝の手術を受けたが、この故障から立ち直れなかった。最終的に、カナダ・オープンが彼女の現役最後の試合となった。現役最後の年、彼女は全豪オープンのシングルス2回戦で伊達公子に敗れたことがある。ダブルスでは全仏オープン準決勝進出があった。1987年から1995年までの9年間、彼女はツアーのシングルスで、少なくとも1つの大会で準々決勝に勝ち残る連続記録を残した。選手引退後は全米テニス協会（USTA）の評議員になり、シアトルにあるワシントン大学のコーチを務めている。